# إنتر براتيسلافا
إنتر براتيسلافا هو نادي كرة قدم في سلوفاكيا تأسس في 1 يوليو 1940.

## وصلات خارجية
- الموقع الرسمي